# Riksdagsvalet i Finland 2023
Det 38:e riksdagsvalet i Finland hölls den 2 april 2023. Under den föregående mandatperioden leddes Finland av en majoritetskoalition bestående av Socialdemokraterna, Centern, De Gröna, Vänsterförbundet och Svenska folkpartiet. Regeringschef var Sanna Marin. 
Valresultatet ledde till en öppning för ett maktskifte då Samlingspartiet ökade till att bli största parti och därmed fick uppdraget att bilda en ny regering. Sannfinländarna blev det näst största partiet. Regeringspartierna minskade i valet förutom statsministerpartiet Socialdemokraterna som gick framåt både i röster och mandat. Centern och De Gröna angavs av Hufvudstadsbladet som valets stora förlorare. Centern gjorde sitt sämsta riksdagsval någonsin. Sannfinländarna gjorde sitt bästa riksdagsval genom tiderna och partiledaren Riikka Purra blev den kandidat som fick flest röster i hela landet och utkorades till "röstdrottning" av tidningarna Hufvudstadsbladet och Helsingin sanomat.
I slutet av april 2023 meddelade Samlingspartiets ledare Petteri Orpo att han ville bilda en regering bestående av hans eget parti, Sannfinländarna, Svenska folkpartiet och Kristdemokraterna. Regeringsförhandlingar inleddes i maj, med målet att en ny regering skulle kunna tillträda under juni.
Den 20 juni 2023 tillträdde följaktligen Regeringen Orpo.

## Bakgrund
I enlighet med Finlands grundlag skall riksdagsval hållas vart fjärde år, enligt vallagens 107 § (sedan valet 2011) den tredje söndagen i april, det vill säga den 16 april 2023. Riksdagsvalet 2023 kommer dock att hållas den 2 april 2023. Förhandsröstningen började 22 mars i Finland och utomlands, och avslutades 25 mars utomlands och 28 mars i Finland.

## Inför valet
Varje finländsk medborgare som är 18 år gammal på valdagen har rösträtt i riksdagsval. Rösträtten gäller oavsett var medborgaren bor, i Finland eller utomlands. Antalet röstberättigade inför valet var 4 540 436, varav 2 187 291 män och 2 353 145 kvinnor. Av de röstberättigade bodde 262 950 utomlands ("utlandsfinländare", 104 994 män och 157 956 kvinnor).
Antalet kandidater i valet var 2 424. Vid valet får väljare endast rösta på anmälda kandidater. Röstsedlar som innehåller annat än en kandidats siffra (inklusive blanka röstsedlar) ogiltigförklaras. Valbarhet till riksdagsvalet omfattar varje röstberättigad som inte står under förmynderskap, dock inte personer som innehar militära tjänster. Kandidater får ställa upp i vilken valkrets som helst, oavsett boningsort, dock inte i fler än en valkrets. Det finns två former av kandidater: de som tillhör Finlands registrerade partier, samt de som är en valmansförenings kandidat. För att bilda en valmansförening vid riksdagsval krävs 100 röstberättigade medlemmar i valmansföreningen. Två eller fler partier har rätt att gå samman till val i ett valförbund. Likaså har två eller fler valmansföreningar rätt att gå samman i en gemensam lista. Antalet kandidater per parti, valmansförening, valmansföreningars gemensamma lista eller valförbund får högst uppgå till 14 i en valkrets, dock om valkretsen väljer fler ledamöter än så får antalet kandidater uppgå till så många mandat som valkretsen väljer. Exempelvis har Nylands valkrets 37 mandat och varje lista eller valförbund har då rätt att utse högst 37 kandidater.
I landskapet Ålands valkrets får endast valmansföreningars gemensamma listor ställa upp med kandidater. Valmansföreningarna kräver 30 röstberättigade medlemmar för att bildas. De gemensamma listorna på Åland får ha högst 4 kandidater per lista.
| Valkrets                    | Röstberättigade | Antal mandat | Antal kandidater |
| --------------------------- | --------------- | ------------ | ---------------- |
| Helsingfors valkrets        | 546 375         | 23           | 293              |
| Nylands valkrets            | 801 204         | 37           | 485              |
| Egentliga Finlands valkrets | 398 903         | 17           | 214              |
| Satakunta valkrets          | 176 653         | 8            | 124              |
| Landskapet Ålands valkrets  | 28 236          | 1            | 15               |
| Tavastlands valkrets        | 310 047         | 14           | 144              |
| Birkalands valkrets         | 437 155         | 20           | 239              |
| Sydöstra Finlands valkrets  | 353 468         | 15           | 158              |
| Savolax-Karelens valkrets   | 343 887         | 15           | 156              |
| Vasa valkrets               | 365 027         | 16           | 161              |
| Mellersta Finlands valkrets | 226 335         | 10           | 146              |
| Uleåborgs valkrets          | 393 643         | 18           | 177              |
| Lapplands valkrets          | 159 503         | 6            | 112              |

### Partier
I Finlands partiregister, som sköts av Justitieministeriet, finns 24 registrerade partier. Ordningen i listan är den som anges av Justitieministeriet. Endast partiernas svenska namn anges i denna tabell, dock är namnen på finska för de partier som saknar svenskspråkig namnform. I varje partis officiella namn ingår förkortningen "r.p." som dock här inte tagits med. Två partier som är med i registret ställde inte upp i valet: Medborgarpartiet och Seitsemän tähden liike.
| Parti                             | Registreringsdatum | Antal kandidater |
| --------------------------------- | ------------------ | ---------------- |
| Finlands Socialdemokratiska Parti | 1 februari 1969    | 217              |
| Centern i Finland                 | 1 februari 1969    | 205              |
| Samlingspartiet                   | 1 februari 1969    | 212              |
| Svenska folkpartiet i Finland     | 1 februari 1969    | 111              |
| Kristdemokraterna i Finland       | 7 juli 1970        | 188              |
| Gröna förbundet                   | 9 augusti 1988     | 217              |
| Vänsterförbundet                  | 12 juni 1990       | 217              |
| Sannfinländarna                   | 13 oktober 1995    | 217              |
| Liberalpartiet - Frihet att välja | 16 mars 2016       | 93               |
| Piratpartiet                      | 2 juni 2016        | 37               |
| Djurrättspartiet                  | 20 september 2016  | 20               |
| Feministiska partiet              | 10 jan 2017        | 13               |
| Medborgarförbundet                | 30 januari 2017    | 3                |
| Korjausliike                      | 15 november 2017   | 16               |
| Finska Folket Först               | 11 december 2018   | 10               |
| Rörelse Nu                        | 14 november 2019   | 177              |
| Öppna Partiet                     | 1 mars 2021        | 9                |
| Finlands Kommunistiska Parti      | 1 mars 2021        | 65               |
| Kristall Parti                    | 31 mars 2021       | 28               |
| Makten tillhör folket             | 2 september 2021   | 107              |
| Frihetsalliansen                  | 6 maj 2022         | 143              |
| Blåsvarta Rörelsen                | 6 juni 2022        | 88               |

## Valresultat
| Parti                | Parti                             | Partiledare          | Kandidater           | Röster    | Röster | Röster | Mandatfördelning | Mandatfördelning |
| Parti                | Parti                             | Partiledare          | Kandidater           | Antal     | %      | +− %   | Antal            | +−               |
| -------------------- | --------------------------------- | -------------------- | -------------------- | --------- | ------ | ------ | ---------------- | ---------------- |
|                      | Samlingspartiet                   | Petteri Orpo         | 212                  | 644 555   | 20,8   | +3,8   | 48               | +10              |
|                      | Sannfinländarna                   | Riikka Purra         | 217                  | 620 981   | 20,1   | +2,6   | 46               | +7               |
|                      | Socialdemokraterna                | Sanna Marin          | 217                  | 617 552   | 19,9   | +2,2   | 43               | +3               |
|                      | Centern                           | Annika Saarikko      | 205                  | 349 640   | 11,3   | -2,5   | 23               | -8               |
|                      | Vänsterförbundet                  | Li Andersson         | 217                  | 218 430   | 7,1    | -4,5   | 11               | -5               |
|                      | De gröna                          | Maria Ohisalo        | 217                  | 217 795   | 7,0    | -1,1   | 13               | -7               |
|                      | Svenska folkpartiet               | Anna-Maja Henriksson | 111                  | 133 518   | 4,3    | -0,2   | 9                | 0                |
|                      | Kristdemokraterna                 | Sari Essayah         | 188                  | 130 694   | 4,2    | +0,3   | 5                | 0                |
|                      | Rörelse Nu                        | Hjallis Harkimo      | 177                  | 74 995    | 2,4    | +0,1   | 1                | 0                |
|                      | Frihetsalliansen                  | Ossi Tiihonen        | 143                  | 27 558    | 0,9    | Ny     | 0                |                  |
|                      | Liberalpartiet - Frihet att välja | Lassi Kivinen        | 93                   | 14 982    | 0,5    | +0,3   | 0                |                  |
|                      | Makten tillhör folket             | Ano Turtiainen       | 107                  | 8 469     | 0,3    | Ny     | 0                |                  |
|                      | Kristall Parti                    | Juho Lyytikäinen     | 28                   | 4 894     | 0,2    | Ny     | 0                |                  |
|                      | Djurrättspartiet                  | Jaakko Perttunen     | 20                   | 3 107     | 0,1    | -0,0   | 0                |                  |
|                      | Piratpartiet                      | Pekka Mustonen       | 37                   | 3 058     | 0,1    | -0,5   | 0                |                  |
|                      | Finlands Kommunistiska Parti      | Liisa Taskinen       | 65                   | 3 044     | 0,1    | -0,0   | 0                |                  |
|                      | Blåsvarta Rörelsen                | Tuukka Kuru          | 88                   | 2 307     | 0,1    | Ny     | 0                |                  |
|                      | Korjausliike                      | Petri Roininen       | 16                   | 1 362     | 0,0    | -0,9   | 0                |                  |
|                      | Finska Folket Först               | Riikka Salmi         | 10                   | 1 225     | 0,0    | -0,0   | 0                |                  |
|                      | Feministiska partiet              | Emilia Taskinen      | 13                   | 1 114     | 0,0    | -0,2   | 0                |                  |
|                      | Öppna Partiet                     | Petrus Pennanen      | 9                    | 985       | 0,0    | Ny     | 0                |                  |
|                      | Medborgarförbundet                | Arto Paajanen        | 3                    | 169       | 0,1    | -0,1   | 0                |                  |
|                      | Valmansföreningar i Fasta Finland | —                    | 16                   | 1 781     | 0,1    |        | 0                |                  |
|                      | Valmansföreningar i Åland         | —                    | 15                   | 13 384    | 0,4    |        | 1                | 0                |
|                      |                                   |                      |                      |           |        |        |                  |                  |
| Antal giltiga röster | Antal giltiga röster              | Antal giltiga röster | Antal giltiga röster | 3 095 604 | 100,0  | 200    | 200              | 200              |
| Ogiltiga röster      | Ogiltiga röster                   | Ogiltiga röster      | Ogiltiga röster      | 14 434    | 0,5    |        |                  |                  |
| Totalt               | Totalt                            | Totalt               | Totalt               | 3 110 038 | 72,0   |        |                  |                  |

### Valresultat för varje valkrets
Här presenteras det preliminära valresultatet fördelat efter valkrets. Här redovisas även valdeltagandet och antalet röster hos varje valkrets. Åland har helt separata partier än Fasta Finland.
| Valkrets          | Valdeltagande | Andel (%) | Röster    | SDP     | SAF  | SAML | CENT | GRÖNA | VF   | SFP  | KD  | RN  | Övriga |     |
| ----------------- | ------------- | --------- | --------- | ------- | ---- | ---- | ---- | ----- | ---- | ---- | --- | --- | ------ | --- |
| Valkrets          |               |           |           |         |      |      |      |       |      |      |     |     |        |     |
| Valkrets          | Helsingfors   | 389 908   | 77,5      | 386 529 | 20,8 | 11,3 | 26,5 | 1,6   | 15,3 | 11,8 | 5,1 | 1,9 | 2,3    | 3,4 |
| Nyland            | 567 102       | 73,6      | 564 870   | 19,9    | 18,2 | 26,2 | 4,8  | 7,6   | 4,6  | 8,7  | 3,5 | 3,7 | 2,8    |     |
| Egentliga Finland | 279 574       | 73,1      | 278 395   | 18,1    | 20,0 | 23,0 | 8,4  | 7,0   | 11,6 | 5,0  | 2,8 | 2,4 | 1,7    |     |
| Satakunta         | 120 126       | 70,4      | 119 539   | 24,6    | 26,6 | 17,0 | 13,9 | 2,7   | 8,3  | 0,3  | 3,2 | 1,7 | 1,5    |     |
| Landskapet Åland  | 13 511        | 59,7      | 13 384    |         |      |      |      |       |      |      |     |     | 100,0  |     |
| Tavastland        | 208 525       | 69,6      | 207 154   | 23,7    | 24,4 | 21,5 | 8,6  | 4,7   | 5,9  | 0,3  | 5,5 | 3,1 | 2,3    |     |
| Birkaland         | 311 114       | 73,6      | 309 849   | 25,9    | 20,2 | 21,5 | 7,1  | 7,5   | 6,9  | 0,3  | 5,4 | 2,5 | 2,7    |     |
| Sydöstra Finland  | 229 595       | 67,4      | 228 539   | 23,7    | 22,7 | 22,0 | 13,6 | 5,1   | 3,7  | 0,2  | 3,5 | 3,5 | 2,0    |     |
| Savolax-Karelen   | 225 160       | 67,5      | 224 120   | 19,1    | 20,0 | 16,3 | 19,7 | 5,7   | 5,5  | 0,1  | 9,8 | 2,1 | 1,7    |     |
| Vasa              | 248 067       | 73,4      | 246 448   | 11,7    | 21,3 | 14,2 | 17,9 | 2,7   | 2,4  | 19,3 | 6,9 | 1,5 | 2,1    |     |
| Mellersta Finland | 153 955       | 70,6      | 153 139   | 22,8    | 20,5 | 16,3 | 17,7 | 7,6   | 6,5  | 0,1  | 5,3 | 1,3 | 1,9    |     |
| Uleåborg          | 263 601       | 70,0      | 262 538   | 13,7    | 25,4 | 14,9 | 24,9 | 5,0   | 9,4  | 0,2  | 3,1 | 1,1 | 2,2    |     |
| Lappland          | 98 390        | 68,7      | 97 861    | 18,1    | 26,8 | 12,2 | 24,8 | 3,5   | 9,9  | 0,3  | 1,1 | 0,7 | 2,6    |     |
| Totalt            | 3 108 537     | 71,9      | 3 092 418 | 19,9    | 20,1 | 20,8 | 11,3 | 7,0   | 7,1  | 4,3  | 4,2 | 2,4 | 2,9    |     |

### De 10 kandidater som fick flest röster (röstmagneter)
Följande kandidater fick högst antal röster i hela Finland (av Yle benämnda röstmagneter):
| Namn                | Parti | Valkrets          | Röster | Uppgift om inval |
| ------------------- | ----- | ----------------- | ------ | ---------------- |
| Riikka Purra        | Sannf | Nyland            | 42 345 | Invald           |
| Sanna Marin         | SDP   | Birkaland         | 35 623 | Invald           |
| Elina Valtonen      | Saml  | Helsingfors       | 32 255 | Invald           |
| Jussi Halla-aho     | Sannf | Helsingfors       | 21 546 | Invald           |
| Antti Häkkänen      | Saml  | Sydöstra Finland  | 21 372 | Invald           |
| Li Andersson        | VF    | Egentliga Finland | 18 061 | Invald           |
| Antti Lindtman      | SDP   | Nyland            | 17 721 | Invald           |
| Sebastian Tynkkynen | Sannf | Uleåborg          | 17 381 | Invald           |
| Petteri Orpo        | Saml  | Egentliga Finland | 17 309 | Invald           |
| Sari Essayah        | KD    | Savolax-Karelen   | 15 783 | Invald           |

### Ålands riksdagsledamot
| Lista                | Lista                 | Kandidater           | Röster | Röster | Röster | Mandatfördelning | Mandatfördelning |  |
| Lista                | Lista                 | Kandidater           | Antal  | %      | +− %   | Antal            | +−               |  |
| -------------------- | --------------------- | -------------------- | ------ | ------ | ------ | ---------------- | ---------------- |  |
|                      | Hållbart initiativ    | 4                    | 494    | 3,7    | Ny     | 0                |                  |  |
|                      | För Åland             | 3                    | 11 452 | 85,6   | -3,4   | 1                | 0                |  |
|                      | Obunden Samling       | 4                    | 514    | 3,8    | Ny     | 0                |                  |  |
|                      | Välfärd och jämlikhet | 4                    | 923    | 6,9    | Ny     | 0                |                  |  |
|                      |                       |                      |        |        |        |                  |                  |  |
| Antal giltiga röster | Antal giltiga röster  | Antal giltiga röster | 13 383 | 100,0  |        | 1                |                  |  |
| Ogiltiga röster      | Ogiltiga röster       | Ogiltiga röster      | 127    | 0,9    | -0,1   |                  |                  |  |
| Totalt               | Totalt                | Totalt               | 13 510 | 100,0  |        |                  |                  |  |

Sittande riksdagsledamoten Mats Löfström fick 10 516 eller 78,6 % av rösterna.

### Källnoter
1. ↑  ”Samlingspartiet valets stora segrare – Centern och De Gröna förlorar stort”. Hufvudstadsbladet. https://www.hbl.fi/artikel/0fc293c4-6619-424c-8164-0005efffd060. Läst 2 april 2023.
2. ↑  ””Riikka, Riikka” – Jubel för röstdrottningen som leder Sannfinländarna till flest mandat någonsin hittills”. Hufvudstadsbladet. https://www.hbl.fi/artikel/98fbb0ff-b15e-4f5e-aa85-89d48aabfff3. Läst 2 april 2023.
3. ↑  ”Riikka Purrasta äänikuningatar, keräsi eduskuntavaalien historian neljänneksi suurimman potin – tässä kaikki ääniharavat” (på finska). Helsingin sanomat. https://www.hs.fi/politiikka/art-2000009489541.html. Läst 2 april 2023.
4. ↑  ”Samlingspartiet, Sannfinländarna, SFP och KD ska bilda regering: ”Med den här kombinationen står vi inte inför det omöjliga””. Yle. https://svenska.yle.fi/a/7-10033364. Läst 28 april 2023.
5. ↑  ”De viktigaste datumen vid riksdagsvalet 2023”. Justitieministeriet. https://vaalit.fi/sv/tidsplan. Läst 24 mars 2023.
6. ↑  ”Rösträtt”. Justitieministeriet. https://vaalit.fi/sv/rostratt. Läst 24 mars 2023.
7. ↑  Finlex: Vallag
8. ↑  Statistikcentralen: Begrepp
9. ↑  ”Valbarhet”. Justitieministeriet. https://vaalit.fi/sv/valbarhet. Läst 24 mars 2023.
10. ↑  ”Hur kan jag ställa upp som kandidat?”. Justitieministeriet. https://vaalit.fi/sv/hur-kan-jag-stalla-upp-som-kandidat-. Läst 24 mars 2023.
11. ↑  ”Begrepp och definitioner”. Statistikcentralen. https://www.stat.fi/til/evaa/kas_sv.html. Läst 24 mars 2023.
12. ↑  ”Statsrådets förordning om fördelning av riksdagsmandaten mellan valkretsarna vid riksdagsvalet 2023”. Finlex. https://www.finlex.fi/sv/laki/alkup/2022/20220888. Läst 24 mars 2023.
13. ↑  ”13sm -- Röstberättigade och kandidater i riksdagsvalet efter parti, åldersklass, kön och valkrets, 2003-2023”. Statistikcentralen. https://pxdata.stat.fi/PXWeb/pxweb/sv/StatFin/StatFin__evaa/statfin_evaa_pxt_13sm.px. Läst 24 mars 2023.
14. ↑  ”Registrerade partier”. Justitieministeriet. Arkiverad från originalet den 24 mars 2023. https://web.archive.org/web/20230324182927/https://vaalit.fi/sv/registrerade-partier. Läst 24 mars 2023.
15. ↑  ”Riksdagsvalet 2023 - Hela landet”. Justitieministeriet. https://tulospalvelu.vaalit.fi/EKV-2023/sv/lasktila.html. Läst 2 april 2023.
16. ↑  ”Yle Resultattjänst: Riksdagsvalet 2023 Röstmagneter (10 kandidater)”. Yle. https://vaalit.yle.fi/ev2023/tulospalvelu/sv/#section-candidates. Läst 2 april 2023.
17. ↑  ”Riksdagsvalet 2023 - Landskapet Ålands valkrets”. Justitieministeriet. https://tulospalvelu.vaalit.fi/EKV-2023/sv/ehdkutulos_05.html. Läst 24 september 2023.

- Wikimedia Commons har media som rör riksdagsvalet i Finland 2023.